# Euphorbia greuteri
Euphorbia greuteri är en törelväxtart som beskrevs av N.Kilian, Kürschner och P.Hein. Euphorbia greuteri ingår i släktet törlar, och familjen törelväxter. Inga underarter finns listade i Catalogue of Life.